# Alfred Nehring

Alfred Nehring (1845–1904)

Alfred Nehring (* 29. Januar 1845 in Gandersheim; † 29. September 1904 in Berlin-Charlottenburg) war ein deutscher Professor und ab 1881 Leiter für Zoologie an der Landwirtschaftlichen Hochschule in Berlin sowie Zoologe und Paläontologe.

## Leben
Am „Herzogl. Gymnasium in Wolfenbüttel“ war er seinem eigenhändigen Curriculum vitae zufolge „seit dem 1. Oct. 1871 zunächst als ordentlicher Lehrer, sodann (seit dem 1. Januar 1874) als Oberlehrer“ tätig. Mitte März 1881 wurde ihm als „Lehrer der Zoologie an der landwirthschaftlichen Hochschule“ Berlin vom Landwirtschaftsminister „das Prädikat Professor verliehen“.
Er erforschte mumifizierte, domestizierte Meerschweinchen aus den Totenfeldern von Ancón/Peru und sammelte wichtige Daten, die er mit jenen des vom Schweizer Zoologen Johann Jakob von Tschudi (1818–1889) erforschten Wildmeerschweinchen verglich. Hierbei belegte er domestikationsbedingte Unterschiede und stellte auf diese Weise wissenschaftlich die Abstammung der von den Inka gehaltenen Meerschweinchen von einer Unterart der Wildmeerschweinchen fest. Im Jahr 1887 wurde er zum Mitglied der Leopoldina gewählt.

## Werke
- Die geologischen Anschauungen des Philosophen Seneca. E.T. Binseil Nachfolger, Wolfenbüttel 1873.
- Fossile Pferde aus deutschen Diluvial-Ablagerungen und ihre Beziehungen zu den lebenden Pferden. Ein Beitrag zur Geschichte des Hauspferdes. Parey, Berlin 1884.
- Ueber die Cerviden von Piracicaba in Brasilien (Prov. St. Paulo). In: Sitzungsberichte der Gesellschaft Naturforschender Freunde zu Berlin. s.n., Berlin 1884.
- Ueber Tundren und Steppen der Jetzt- und Vorzeit: mit besonderer Berücksichtigung ihrer Fauna. F. Dümmler, Berlin 1890 (archive.org).
- Ueber Kreuzungen von Cavia aperea und Cavia cobaya. In: Sitzungs-Berichte der Gesellschaft Naturforschender Freunde zu Berlin. 1893, S. 249–252.
- Ueber Wirbelthier-Reste von Klinge bei Cottbus. Vorläufige Zusammenstellung. In: Neues Jahrbuch für Mineralogie, Geologie und Paläontologie. Band 1, 1895, S. 183–208.
- Neue Funde diluvialer Thierreste von Pössneck in Thüringen. In: Sitzungsberichte der Gesellschaft Naturforschender Freunde zu Berlin. 1899, S. 99–101.
- Die Priorität des Genusnamens Cricetus. In: Zoologischer Anzeiger. 1900.